# Lucban
Lucban ist eine philippinische Stadtgemeinde in der Provinz Quezon, in der Verwaltungsregion IV, Calabarzon. Sie hat 51.475 Einwohner (Zensus 1. August 2015), die in 32 Barangays lebten. Sie wird als Gemeinde der zweiten Einkommensklasse auf den Philippinen eingestuft. 
Das Gemeindezentrum von Lucban liegt am Fuße des Mount Banahaw. Auf Teilen des Gemeindegebietes liegt der Mounts-Banahaw-San-Cristobal-Nationalpark, in dem größere tropische Regenwälder liegen. Ihre Nachbargemeinden sind Tayabas City im Süden, Sampaloc und Mauban im Osten und im Norden grenzt sie an die Provinz Laguna. 

## Baranggays
| - Abang - Aliliw - Atulinao - Ayuti - Barangay 1 (Pob.) - Barangay 2 (Pob.) - Barangay 3 (Pob.) - Barangay 4 (Pob.) - Barangay 5 (Pob.) - Barangay 6 (Pob.) - Barangay 7 (Pob.) - Barangay 8 (Pob.) | - Barangay 9 (Pob.) - Barangay 10 (Pob.) - Igang - Kabatete - Kakawit - Kalangay - Kalyaat - Kilib - Kulapi - Mahabang Parang - Malupak | - Manasa - May-it - Nagsinamo - Nalunao - Palola - Piis - Samil - Tiawe - Tinamnan |

## Söhne und Töchter
- Angel Lagdameo (1940–2022), römisch-katholischer Geistlicher, Erzbischof von Jaro